# 北湯沢ユースホステル
北湯沢ユースホステル（きたゆざわユースホステル）は日本ユースホステル協会に加盟している北海道のユースホステル。
2009年（平成21年）6月から長期休業中。

## アクセス
- 室蘭本線伊達紋別駅よりバス大滝、倶知安行45分北湯沢温泉下車徒歩2分